# فیاردابیگد
فیاردابیگد (به ایسلندی: Fjarðabyggð) یک منطقهٔ مسکونی در شرق ایسلند است که در آستورلاند واقع شده‌است. این شهر ۵٬۰۷۰ نفر جمعیت دارد.

## تاریخچه
این کمون در سال ۱۹۹۸ با اتحاد کمون‌های پیشین اسکیفوردور، نشکوپشتادر و ریدارفیوردور تشکیل شد. در سال ۲۰۰۶ نیز دو کمون و در سال ۲۰۱۸ یک کمون دیگر با فیاردابیگد ادغام شدند.

## خواهرخوانده‌ها
مناطق مسکونی (کمون) گراولین در فرانسه، اسبیرگ در دانمارک، اسکیلستونا در سوئد، یووسکوله در فنلاند، ققاتا در گرینلند، استاوانگر در نروژ و وگار در جزایر فارو خواهرخوانده‌های فیاردابیگد هستند.